# Hulsav
En hulsav udsaver et hul, der skal være større, end hvad et almindelig bor kan klare.
Midterstykket indeholder et almindeligt spiralbor til at holde centreringen, og udenom kan skrues "kopper" af forskellig størrelse med savtakker i kanten. Der udsaves derved hjul med hul i midten, og som regel er denne del affaldet, men det kan også bruges som hjul til legetøjsbiler, som børn laver i sløjd. Hulsaven monteres i en borepatron, almindeligvis på en bænk- eller søjleboremaskine.